# Phylloscopus nigrorum
El mosquitero de la Negros (Phylloscopus nigrorum) es una especie de ave paseriforme de la familia Phylloscopidae propia de Filipinas. Anteriormente se consideraba conespecífico del mosquitero tribandeado (Phylloscopus trivirgatus).

## Distribución
El mosquitero de la Negros se encuentra en las montañas de las islas de Luzón, Negros, Mindanao, Mindoro y Palawan.